# Lily Tomlin
Lily Tomlin (født 1. september 1939) er en amerikansk skuespiller og komiker.
Tomlin tog sin eksamen ved Cass Technical High School og begyndte derefter på Wayne State University, hvor hendes interesse for teater og skuespil begyndte for alvor. Efter afslutningen begyndte Tomlin at lave stand-up på forskellige natklubber i Detroit, og senere på natklubber i New York City. Hendes første tv-optræden var på The Merv Griffin Show i 1965. Tomlin har vundet adskillige priser for sine skuespillere forestillinger, herunder Tony Awards, Emmy Awards og en Grammy Award, og hun blev nomineret til flere Oscars.
Tomlin havde en fast rolle i dramaserien The West Wing mellem 2002 og 2006. I 1989 blev Tomlin tildelt en Sarah Siddon Award for sit teaterarbejde i Chicago. Tomlin samarbejdede flere gange med instruktøren Robert Altman og hun havde medvirket i Altmans sidste film A Prairie Home Companion. I den femte sæson af tv-serien Desperate Housewives havde Tomlin en tilbagevendende rolle som Roberta, søster til fru McCluskey (spillet af Kathryn Joosten). I 1992 blev Tomlin tildelt Women in Film Crystal Award. Tomlin blev indarbejdet i Michigan Women's Hall of Fame i 1998. I 2003 blev hun tildelt Mark Twain-prisen for amerikansk humor. Også i 2003 blev hun igen anerkendt af Women in Film med en Lucy Award som anerkendelse for sin ekspertise og innovation i sine mange kreative værker. I marts 2009 modtog en Dr. Susan M. Love Award hendes bidrag til kvinders sundhed. Hun har haft gæsteroller i flere tv-serier, herunder Will & Grace og NCIS.

## Filmografi
- Grandma (2015)
- The Kid (2000)
- Alle disse kvinder (1988)
- Min bedre halvdel (1984)
- Ni til fem (1981)
- Godt skudt, du gamle (1977)
- Nashville (1975)